# Flyktfara
Flyktfara innebär risk att en misstänkt avviker eller på annat sätt undandrar sig lagföring eller straff. Flyktfara bedöms i Sverige oftast föreligga då den misstänkte saknar eller har endast svag anknytning till Sverige. Även risken att den misstänkte begår självmord före lagföring eller straff kan beaktas som flyktfara.
Om någon på sannolika skäl är misstänkt för ett brott, för vilket är föreskrivet fängelse ett år eller däröver, får han häktas om det föreligger risk att han avviker eller på något annat sätt undandrar sig lagföring eller straff.
Hinder har inte ansetts möta mot att, sedan ett häktningsbeslut överklagats av den häktade, pröva en av åklagaren först i Hovrätten över Skåne och Blekinge åberopad flyktfara som särskild häktningsgrund.
Under hänvisning till flyktfara har Svea hovrätt i beslut 2008-06-26 (Målnummer Ö5002-08) häktat en polsk medborgare för att säkerställa lagföring enligt lagen (2003:1156) om överlämnande från Sverige enligt en europeisk arresteringsorder.

## Fotnoter
1. ↑  ”Arkiverade kopian”. Arkiverad från originalet den 7 mars 2017. https://web.archive.org/web/20170307124104/https://lagen.nu/1942:740#K24P1. Läst 22 maj 2009.
2. ↑  https://lagen.nu/dom/rh/1994:64
3. ↑  https://lagen.nu/2003:1156
4. ↑  https://lagen.nu/dom/rh/2008:26